# Parnaß-Turm
Der Parnaß-Turm (auch Parnaßturm) ist ein Aussichtsturm in Plön (Schleswig-Holstein), der gleichzeitig als Kriegerdenkmal dient. Er steht auf der Kuppe des Hügels Parnaß, einer Endmoräne.

## Baubeschreibung
Der Turm besteht aus einem eingeschossigen Sockelbau in Backsteinmauerwerk und einem darauf errichteten, unverkleideten Stahlfachwerkturm mit einer Treppe und einer Aussichtsplattform in 20 m Höhe, entsprechend 85 m ü. NN. Der Turm wurde 1888 vom Plöner Verschönerungsverein errichtet. 
1975 wurde der Turm aus Sicherheitsgründen geschlossen. Nach einer werkgetreuen Renovierung durch das Land Schleswig-Holstein und der Stadt Plön wurde er am 5. Juli 1985 wieder für die Öffentlichkeit zugänglich.
Der Parnaß-Aussichtsturm ist je nach Witterung in der Regel von Ostern bis Ende Oktober täglich von 09:30 bis 19:00 Uhr geöffnet. Der Eintritt ist kostenfrei. Von der Aussichtsplattform des Turms lässt sich Plön sowie die umliegende Seenlandschaft überblicken.

## Gedenkstätte
Auf der Südseite des Turmsockels befinden sich eine Gedenkstätte für die Gefallenen der Kriege 1848 bis 1851 und 1870 bis 1871. Hier befinden sich drei flache rundbogige Nischen mit:
- einem Eisernen Kreuz mit dem Wappen Schleswig-Holsteins und den Jahreszahlen 1848 und 1849 (in Erinnerung an den Schleswig-Holsteinischen Krieg) sowie dem Text: "Up ewig ungedeelt!"
- einem Medaillon Kaiser Wilhelms I. und dem Text "Zum ehrenden Gedächtnis / der in den Kämpfen 1848-1851 und 1870- 1871 gefallenen / Krieger des Kreises Plön".
- einem Eisernen Kreuz mit einer Krone, einem „W“ (für Wilhelm I.) und der Jahreszahl 1870 (in Erinnerung an den Deutsch-Französischen Krieg) sowie dem Text: "Das ganze Deutschland soll es sein!"

## Bilder

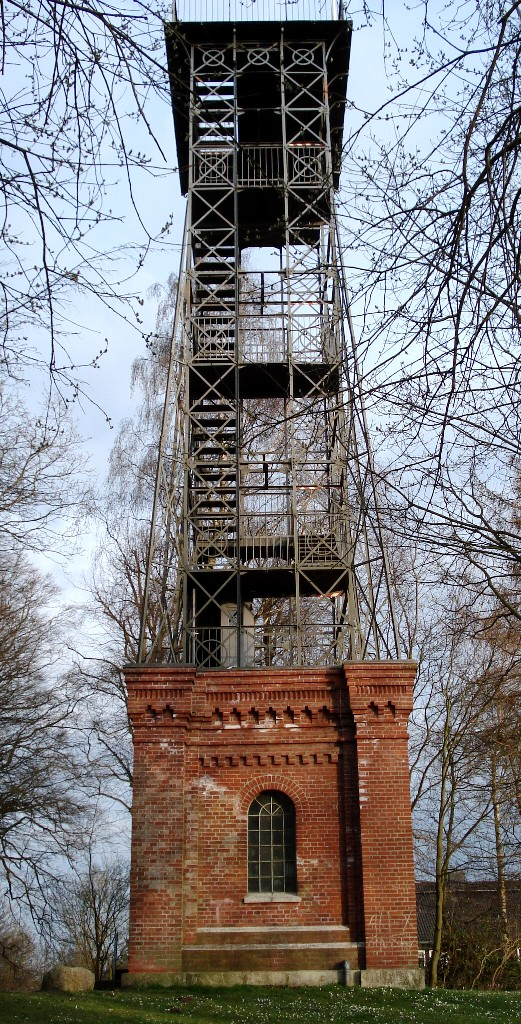
Ansicht
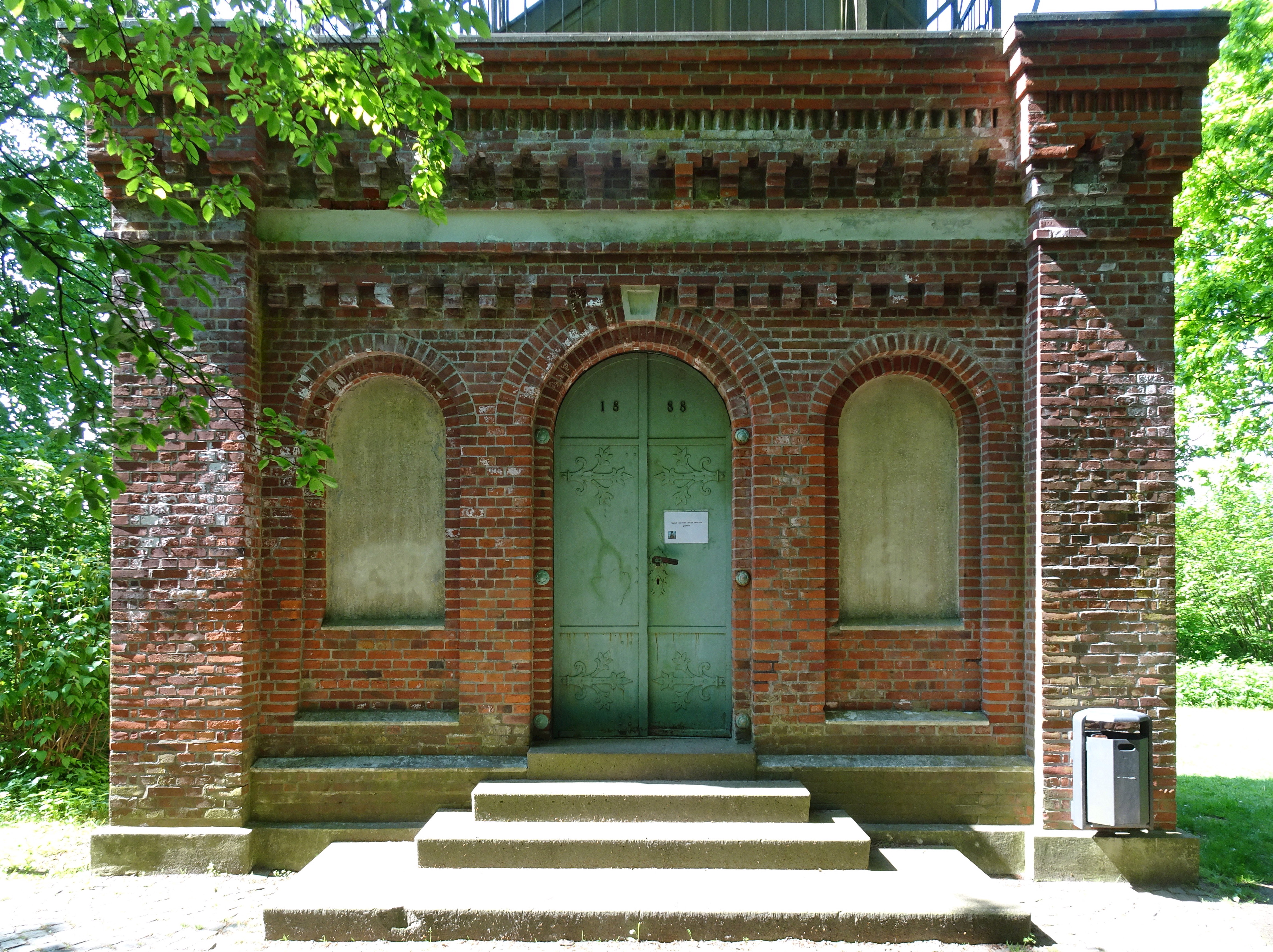
Eingangsseite
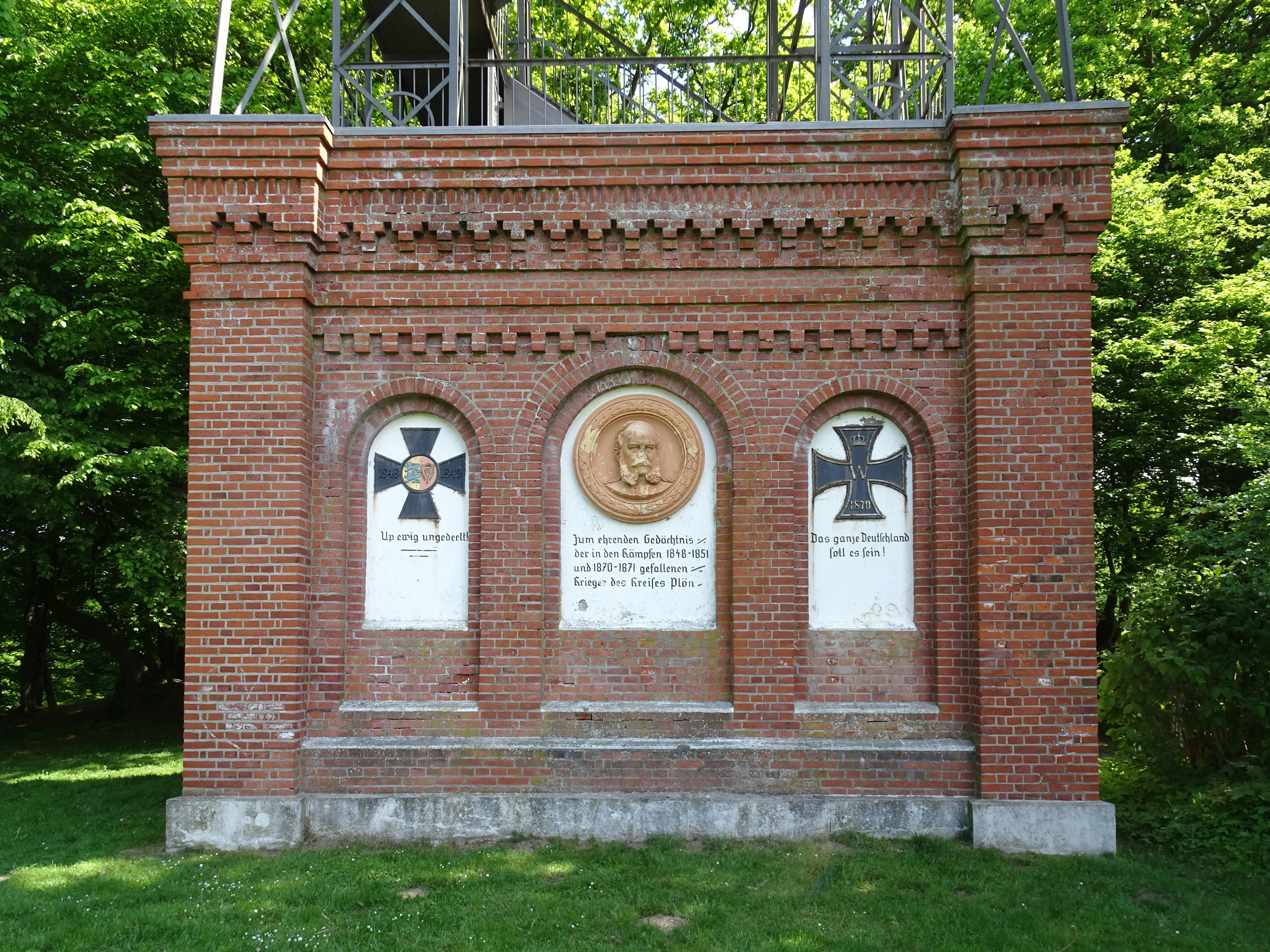
Gedenkstätte
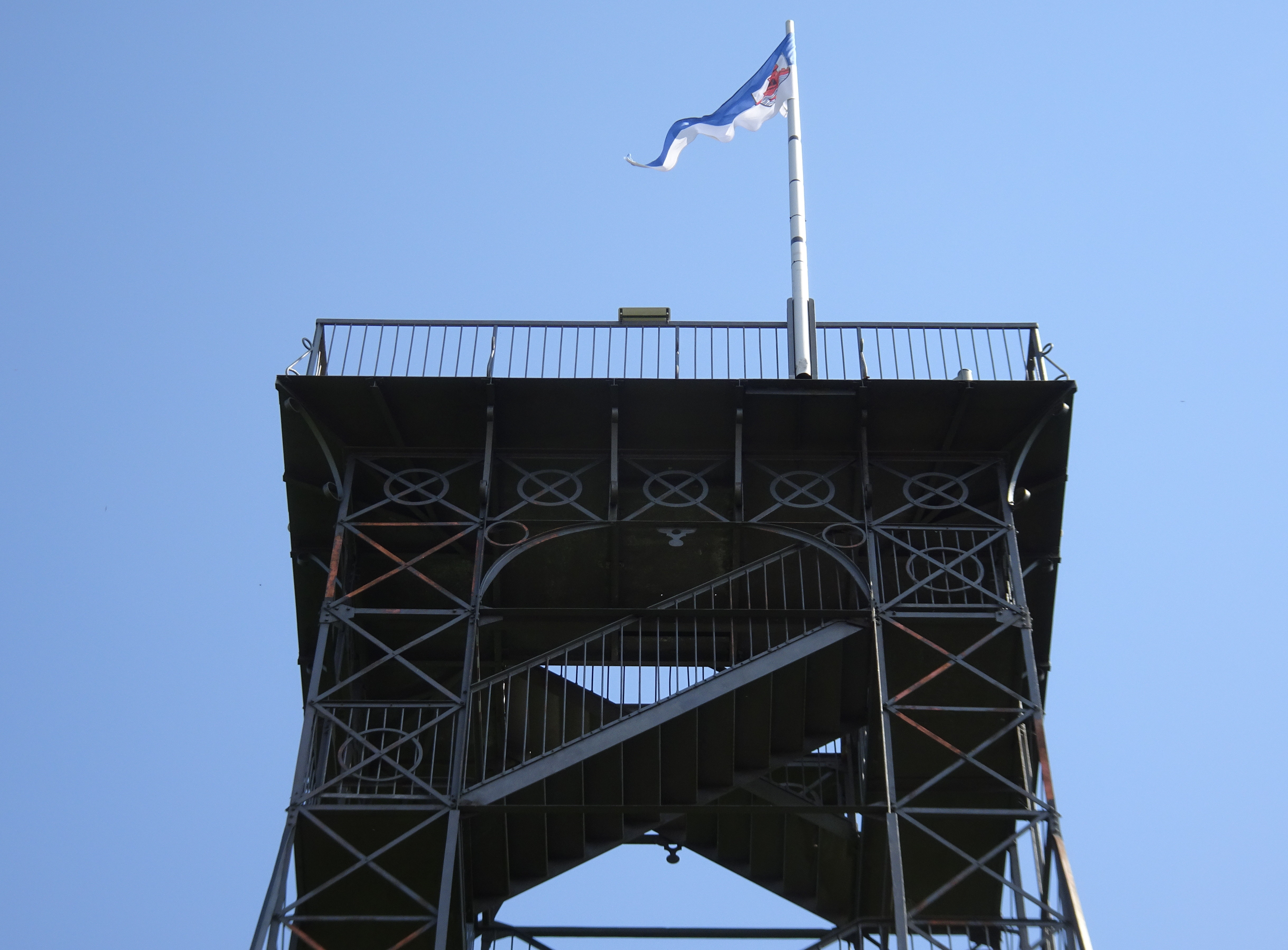
Aussichtsplattform
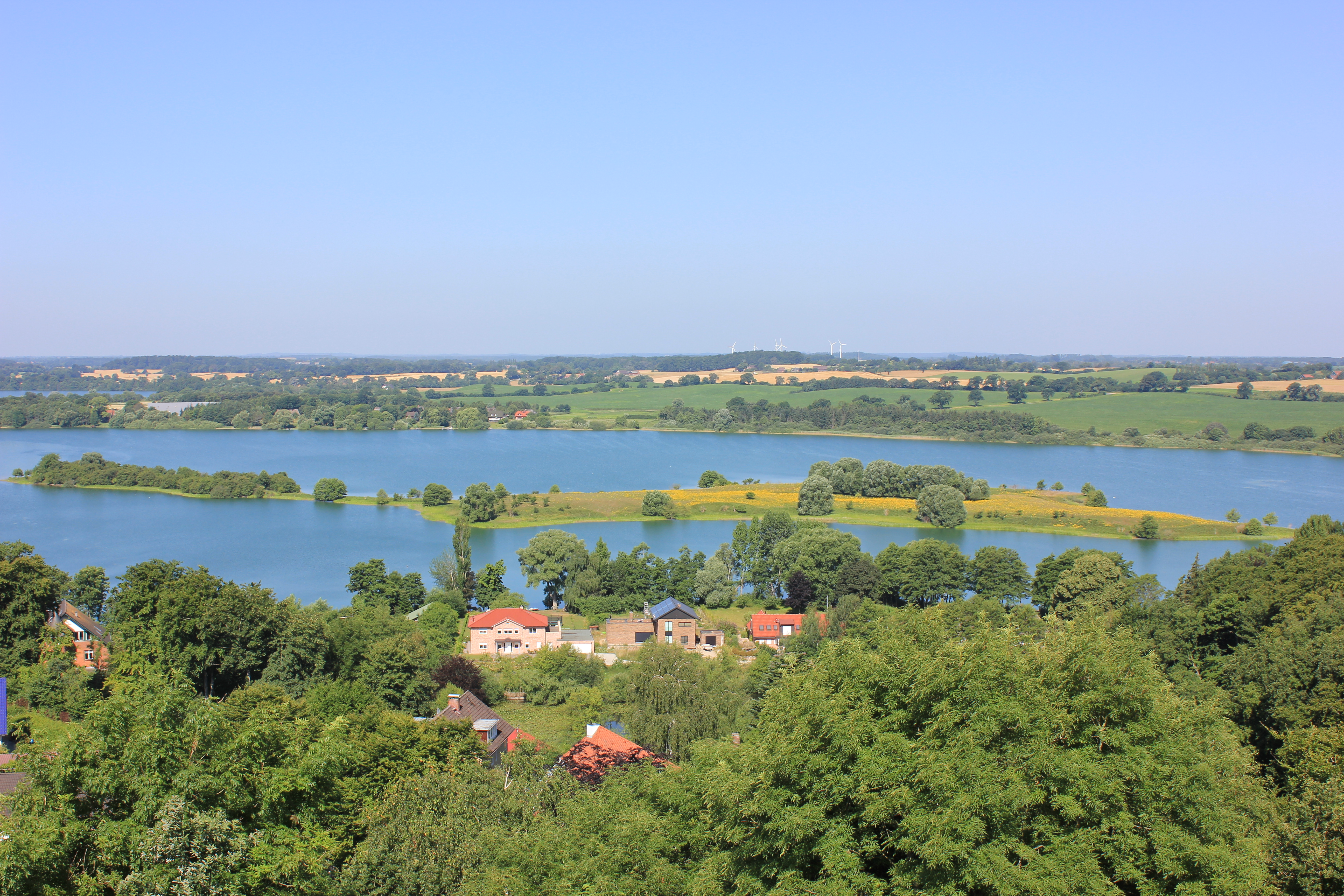
Aussicht